# Чвриниси
Чвриниси (груз. ჭვრინისი) — село в Грузии, на территории Карельского муниципалитета края (мхаре) Шида-Картли.

## География
Село находится в центральной части Грузии, на правом берегу реки Западная Проне, на расстоянии приблизительно 19 километров (по прямой) к северо-западу от города Карели, административного центра муниципалитета. Абсолютная высота — 764 метра над уровнем моря.

## Население
По результатам официальной переписи населения 2014 года в Чвриниси проживало 106 человек (54 мужчины и 52 женщины). В национальной структуре населения грузины составляли 91,5 %, осетины — 8,5 %.
| Год  | Население, человек |
| ---- | ------------------ |
| 2002 | 188                |
| 2014 | ↘ 106              |